# 國史大系
國史大系（日语：こくし たいけい）是近代日本研究日本歷史的古籍基礎史料彙編。日本在明治年間至昭和年間，曾先後三次對古籍加以校訂並出版刊行，稱之為國史大系。

## 第一次：國史大系、續國史大系
在明治30年（1897年）至明治34年（1901年）期間，日本的經濟雜誌社刊行了《日本書紀》等17冊古籍，稱《國史大系》。其續編版15冊於明治35年（1902年）至明治37年（1904年）以《續國史大系》為名刊行。田口卯吉編輯，以黑板勝美為主校訂。其目錄如下：
國史大系
- 1.日本書紀
- 2.續日本紀
- 3.日本後紀、續日本後紀、日本文德天皇實錄
- 4.日本三代實錄
- 5.日本紀略
- 6.日本逸史、扶桑略記
- 7.古事記、先代舊事本紀、神道五部書、釋日本紀
- 8.本朝世紀
- 9-11.公卿補任
- 12.令義解、類聚三代格、類聚符宣抄、續左丞抄
- 13.延曆交替式、貞觀交替式、延喜交替式、延喜式
- 14.百鍊抄、愚管抄、元亨釋書
- 15.古事談、古今著聞集、十訓抄、榮花物語
- 16.今昔物語集
- 17.宇治拾遺物語、水鏡、大鏡、今鏡、增鏡

續國史大系
- 1-3.續史愚抄
- 4.吾妻鏡（前）
- 5.吾妻鏡（後）※ 附錄（宗尊親王鎌倉御下向記、建長四年政所始次第、關東開闢皇代并年代記、武家年代記）
- 6-8.後鑑
- 9-15.德川實紀

## 第二次：國史大系六國史、國史大系類聚國史
黑板勝美對以刊行的國史大系中的六國史再次進行校訂，並新增《類聚國史》，編成《國史大系六國史》4冊和《國史大系類聚國史》一冊，共計5冊，於大正2年（1913年）至大正5年（1916年）期間於經濟雜誌社刊行。其目錄如下：
- 1.日本書紀
- 2.續日本紀
- 3.日本後紀、續日本後紀、日本文德天皇實錄
- 4.日本三代實錄
- 5.類聚國史

## 第三次：新訂增補國史大系
於昭和4年（1929年）至昭和39年（1964年）期間由吉川弘文館刊行，共66冊。黑板勝美編輯，丸山二郎校訂。其間，黑板勝美於1936年病倒，1946年逝世。丸山二郎、黑板昌夫、坂本太郎成立國史大系編修會，繼續該事業。1964年完成，丸山二郎代表該會接受了朝日文化賞。
此後，在平成10年（1998年）和平成14年（2002年）全卷曾兩度復刊。平成19年（2007年）8月，全卷的隨選列印（OD）版發行。
此外，校訂擔當者一直沒有發表的《國史大系書目解題》下卷（吉川弘文館、平成13年（2001年），也在發行之際初次發表。
其目錄如下（括弧內為擔任校訂者）：
- 1上･下.日本書紀（丸山二郎、土井弘、井上薰）
- 2.續日本紀（坂本太郎）
- 3.日本後紀、續日本後紀、日本文德天皇實錄（同上）
- 4.日本三代實錄（同上）
- 5･6.類聚國史（同上，然而編年索引為丸山二郎、山田康彦）
- 7.古事記、先代舊事本紀、神道五部書（丸山二郎）
- 8.日本書紀私記（坂本太郎）、釋日本紀（坂本太郎）、日本逸史（坂本太郎、黑板昌夫）
- 9.本朝世紀（吉村茂樹、馬杉太郎）
- 10.日本紀略（前篇）（黑板勝美、坂本太郎）
- 11.日本紀略（後篇）、百鍊抄（同上）
- 12.扶桑略記（坂本太郎）、帝王編年記（丸山二郎、黑板昌夫）
- 13-15.續史愚抄（丸山二郎、坂本太郎）
- 16･17.今昔物語集（丸山二郎・山田康彦）
- 18.宇治拾遺物語（丸山二郎、山田康彦）、古事談、十訓抄（丸山二郎、坂本太郎、山田康彦）
- 19.古今著聞集（丸山二郎）、愚管抄（平泉澄、丸山二郎、坂本太郎、山田康彦）
- 20.榮花物語（丸山二郎、原田文穗
- 21上.水鏡（馬杉太郎、原田文穗）、大鏡（丸山二郎、馬杉太郎、原田文穗）
- 21下.今鏡、增鏡（原田文穗）
- 22.律、令義解（坂本太郎、黒板昌夫）
- 23･24.令集解（丸山二郎、坂本太郎、黒板昌夫、梅田俊一、原田文穗、彌永貞三）
- 25.類聚三代格（坂本太郎）、弘仁格抄（丸山二郎）
- 26.交替式（延曆交替式、貞觀交替式、延喜交替式）、弘仁式（以上丸山二郎）、延喜式（坂本太郎）
- 27.新抄格勅符抄（坂本太郎）法曹類林（丸山二郎、黑板昌夫、瀧川政次郎）、類聚符宣抄、續左丞抄（以上、坂本太郎、黑板昌夫）、別聚符宣抄（坂本太郎）
- 28.政事要略（丸山二郎、黑板昌夫、瀧川政次郎）
- 29上.朝野群載（相田二郎、吉村茂樹）
- 29下.本朝文粹（丸山二郎、黑板昌夫、土井弘）、本朝續文粹（土井弘）
- 30.本朝文集（丸山二郎、坂本太郎、土井弘）
- 31.日本高僧傳要文抄（坂本太郎）、元亨釋書（丸山二郎）
- 32･33.吾妻鏡（丸山二郎、相田二郎、平泉澄）
- 34-37.後鑑（豐田武、平泉澄、原田亨一、豐田武）
- 38-47.德川實紀（井野邊茂雄、丸山二郎、黑板昌夫、馬杉太郎）
- 48-52.續德川實紀（同上）
- 53-57.公卿補任（黑板昌夫、馬杉太郎）
- 58-60上･下.尊卑分脈（皆川完一、笹山晴生、山本信吉、飯田瑞穗、三木太郎、福原一男、大橋京子）
- 別卷1.公卿補任索引（馬杉太郎）
- 別卷2.尊卑分脈索引（皆川完一、渡邊直彦、山本信吉、飯田瑞穗、早川庄八、大橋京子）

## 外部連結
- 新訂增補国史大系OD版（页面存档备份，存于） （吉川弘文館網站）
- 國立國會圖書館近代デジタルライブラリー

經濟雜誌誌社發行的版本收錄有1卷至17卷、續編1卷。